# Laski (herb szlachecki)
Laski – polski herb szlachecki z nobilitacji, nadany w Królestwie Polskim.

## Opis herbu
W polu czerwonym skos czarny obarczony trzema gwiazdami złotymi, nad nim czapka Merkurego srebrna w skos, pod nim lew złoty, wspięty, w skos. Klejnot: nad hełmem w koronie pół lwa złotego, wspiętego, w lewo. Labry czerwone, podbite srebrem. Tarczę podtrzymują dwa trzymacze – charty srebrne, z obrożami i językami czerwonymi, patrzące od tarczy, stojące na wstędze z dewizą SAPIENTER ET AUDACTER (łac. MĄDRZE I ŚMIAŁO).

## Najwcześniejsze wzmianki
Nadany z dziedzicznym szlachectwem Królestwa Polskiego w 1837 Aleksandrowi Karolowi Bernardowi Laskiemu, bankierowi warszawskiemu żydowskiego pochodzenia, za zasługi dla kraju. Bardzo podobny herb (Frenkel) otrzymał współwłaściciel banku, gdzie udziały miał Laski, Antoni Edward Fraenkel.

## Herbowni
Ponieważ herb Laski był herbem własnym, z nobilitacji osobistej, przysługiwał tylko jednej rodzinie herbownych:
Laski.